# Adolf Kiefer
Adolf Kiefer (Chicago, Estados Unidos, 27 de junio de 1918-5 de mayo de 2017) fue un nadador estadounidense especializado en pruebas de estilo espalda, donde consiguió ser campeón olímpico en 1936 en los 100 metros.

## Carrera deportiva
En los Juegos Olímpicos de Berlín 1936 ganó la medalla de oro en los 100 metros estilo espalda con un tiempo de 1:05.9 segundos, por delante de su compatriota Al Vande Weghe y del japonés Masaji Kiyokawa (bronce).